# Ronde van Frankrijk 2024/Eerste etappe
De eerste etappe van de Ronde van Frankrijk 2024 was een heuvelrit met een lengte van 206 kilometer. De etappe werd verreden op 29 juni met start in Florence en eindigde na doortocht in San Marino vervolgens in Rimini.

## Parcours
Er lagen zeven beklimmingen in het parcours, drie van tweede categorie en vier van derde categorie, met de Côte de San Marino als laatste op 25 kilometer van het einde. Met 3.600 hoogtemeters in de Apennijnen was dit een record voor de eerste etappe van de Ronde van Frankrijk.

## Verloop
De eerste etappe van de 111de Ronde van Frankrijk, en in de laatste Tour van de Fransman Romain Bardet, schrijft hij samen met zijn Nederlandse ploeggenoot bij Team dsm-firmenich PostNL Frank van den Broek een sprookje. De Fransman rondt een sterk staaltje ploegwerk af en wint zijn vierde rit, zeven jaar na zijn laatste dagsucces in de ronde van zijn land.
Vijf seconden later won Wout van Aert de spurt van het peloton voor de derde plek voor Tadej Pogačar en Maxim Van Gils. De loden hitte (meer dan 30°C) maakte het allemaal erg zwaar. Het grootste slachtoffer van de tropische temperaturen was Mark Cavendish die al vroeg moest lossen op de eerste beklimming.

## Uitslag etappe
| Florence – Rimini (206,0 km) |                     |                           |          |
| Plaats                       | Naam                | Ploeg                     | Tijd     |
| 1                            | Romain Bardet       | Team dsm-firmenich PostNL | 5u07'22" |
| 2                            | Frank van den Broek | Team dsm-firmenich PostNL | z.t.     |
| 3                            | Wout van Aert       | Team Visma-Lease a Bike   | + 5"     |
| 4                            | Tadej Pogačar       | UAE Team Emirates         | z.t.     |
| 5                            | Maxim Van Gils      | Lotto-Dstny               | z.t.     |
| 6                            | Alex Aranburu       | Movistar Team             | z.t.     |
| 7                            | Mads Pedersen       | Lidl-Trek                 | z.t.     |
| 8                            | Remco Evenepoel     | Soudal Quick-Step         | z.t.     |
| 9                            | Pello Bilbao        | Bahrain Victorious        | z.t.     |
| 10                           | Alberto Bettiol     | EF Education-EasyPost     | z.t.     |

 –  Frank van den Broek was de strijdlustigste renner van de eerste etappe.

## Klassementen

### Algemeen klassement
| Algemeen klassement (gele trui) |                     |                           |          |
| Plaats                          | Naam                | Ploeg                     | Tijd     |
| Gele trui                       | Romain Bardet       | Team dsm-firmenich PostNL | 5u07'12" |
| 2                               | Frank van den Broek | Team dsm-firmenich PostNL | +4"      |
| 3                               | Wout van Aert       | Team Visma-Lease a Bike   | + 11"    |
| 4                               | Tadej Pogačar       | UAE Team Emirates         | 15"      |
| 5                               | Maxim Van Gils      | Lotto-Dstny               | z.t.     |
| 6                               | Alex Aranburu       | Movistar Team             | z.t.     |
| 7                               | Mads Pedersen       | Lidl-Trek                 | z.t.     |
| 8                               | Remco Evenepoel     | Soudal Quick-Step         | z.t.     |
| 9                               | Pello Bilbao        | Bahrain Victorious        | z.t.     |
| 10                              | Alberto Bettiol     | EF Education-EasyPost     | z.t.     |

### Puntenklassement
| Puntenklassement (groene trui) |                     |                           |        |
| Plaats                         | Naam                | Ploeg                     | Punten |
| Groene trui                    | Frank van den Broek | Team dsm-firmenich PostNL | 33     |
| 2                              | Romain Bardet       | Team dsm-firmenich PostNL | 30     |
| 3                              | Wout van Aert       | Team Visma-Lease a Bike   | 22     |
| 4                              | Sandy Dujardin      | TotalEnergies             | 20     |
| 5                              | Tadej Pogačar       | UAE Team Emirates         | 19     |

### Bergklassement
| Bergklassement (bolletjestrui) |                     |                           |        |
| Plaats                         | Naam                | Ploeg                     | Punten |
| Bolletjestrui                  | Jonas Abrahamsen    | Uno-X Mobility            | 13     |
| 2                              | Valentin Madouas    | Groupama-FDJ              | 11     |
| 3                              | Frank van den Broek | Team dsm-firmenich PostNL | 9      |
| 4                              | Ion Izagirre        | Cofidis                   | 8      |
| 5                              | Romain Bardet       | Team dsm-firmenich PostNL | 3      |

### Jongerenklassement
| Jongerenklassement (witte trui) |                     |                           |          |
| Plaats                          | Naam                | Ploeg                     | Tijd     |
| Witte trui                      | Frank van den Broek | Team dsm-firmenich PostNL | 5u07'16" |
| 2                               | Maxim Van Gils      | Lotto Dstny               | + 11"    |
| 3                               | Remco Evenepoel     | Soudal Quick-Step         | z.t.     |
| 4                               | Tom Pidcock         | INEOS Grenadiers          | z.t.     |
| 5                               | Ilan Van Wilder     | Soudal Quick-Step         | z.t.     |

### Ploegenklassement
| Ploegenklassement |                           |           |
| Plaats            | Ploeg                     | Tijd      |
|                   | Team dsm-firmenich PostNL | 15u22'11" |
| 2                 | Team Visma-Lease a Bike   | + 10"     |
| 3                 | INEOS Grenadiers          | z.t.      |
| 4                 | Soudal Quick-Step         | z.t.      |
| 5                 | Lidl-Trek                 | z.t.      |

## Uitvaller
- Michele Gazzoli (Astana Qazaqstan): Opgave vanwege de hitte.

1e etappe ·
2e etappe ·
3e etappe ·
4e etappe ·
5e etappe ·
6e etappe ·
7e etappe ·
8e etappe ·
9e etappe ·
10e etappe ·
11e etappe ·
12e etappe ·
13e etappe ·
14e etappe ·
15e etappe ·
16e etappe ·
17e etappe ·
18e etappe ·
19e etappe ·
20e etappe ·
21e etappe
Startlijst · Eindstanden · Afbeeldingen